# Dub Inc

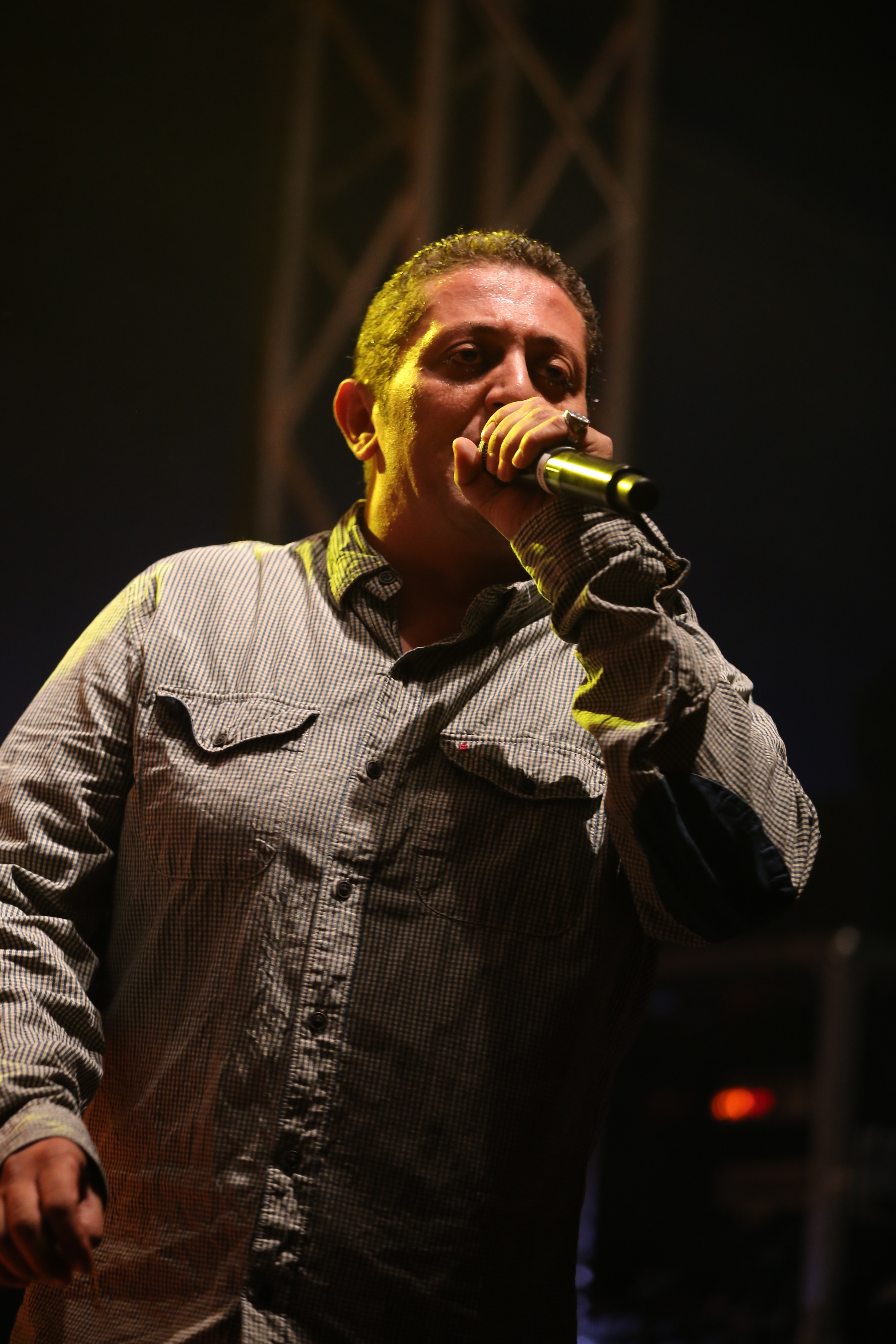
Hakim Meridja (2013)

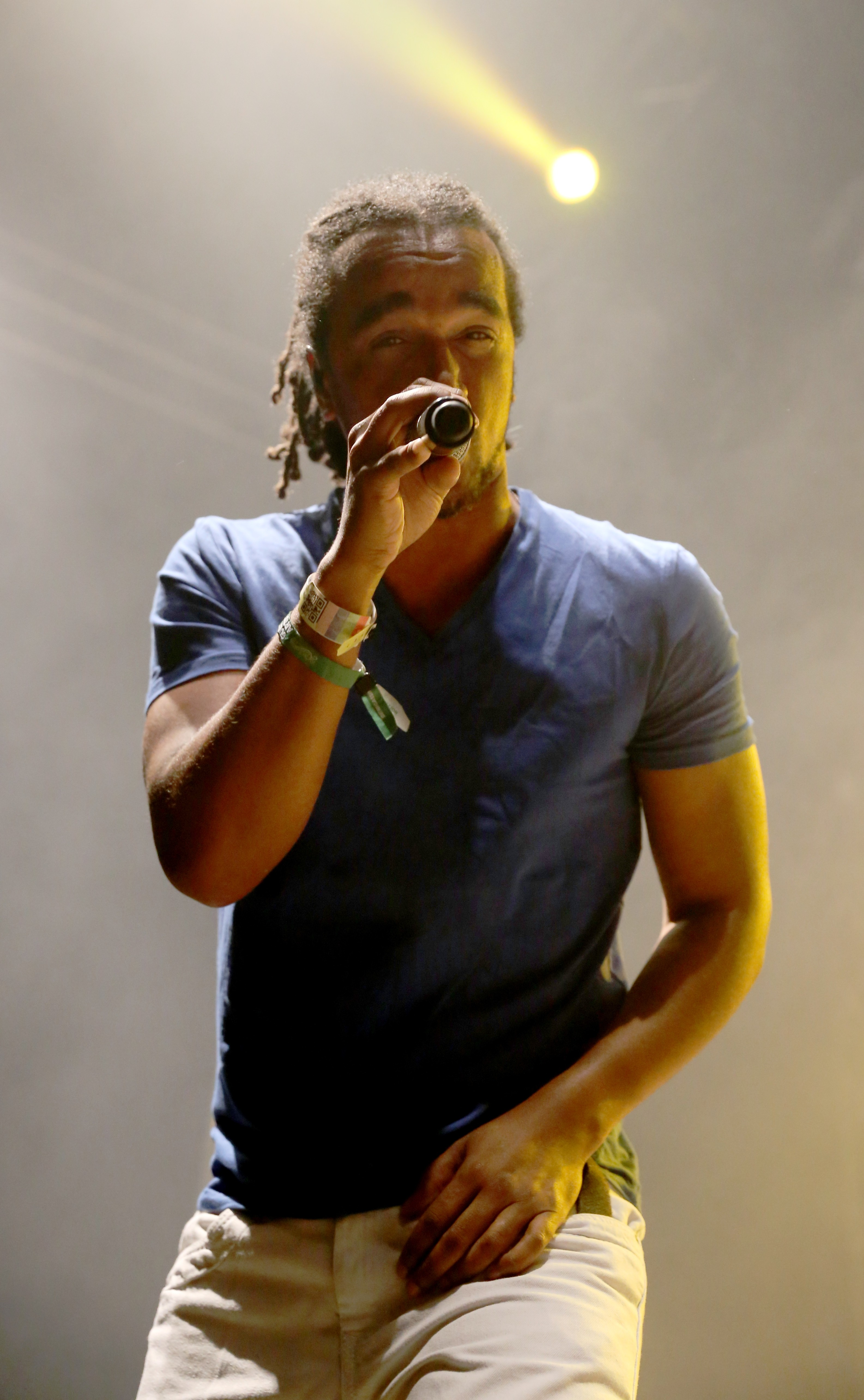
Aurélien Zohou (2013)

Dub Inc (также Dub Incorporation) — французская группа из города Сент-Этьен (департамент Рона-Альпы) — образовалась в 1997 году. Группу часто называют «французским регги», хотя их творчество сочетает в себе элементы разных стилей: регги, даб, дэнсхолл, ска, хип-хоп, раггамаффин, традиций Северной Африки. Коллектив состоит из восьми музыкантов: двух вокалистов/перкуссионистов, двух гитаристов, двух клавишников, басиста и барабанщика. Вокалисты группы поют на четырёх языках: французском, английском, арабском и кабили.

## История

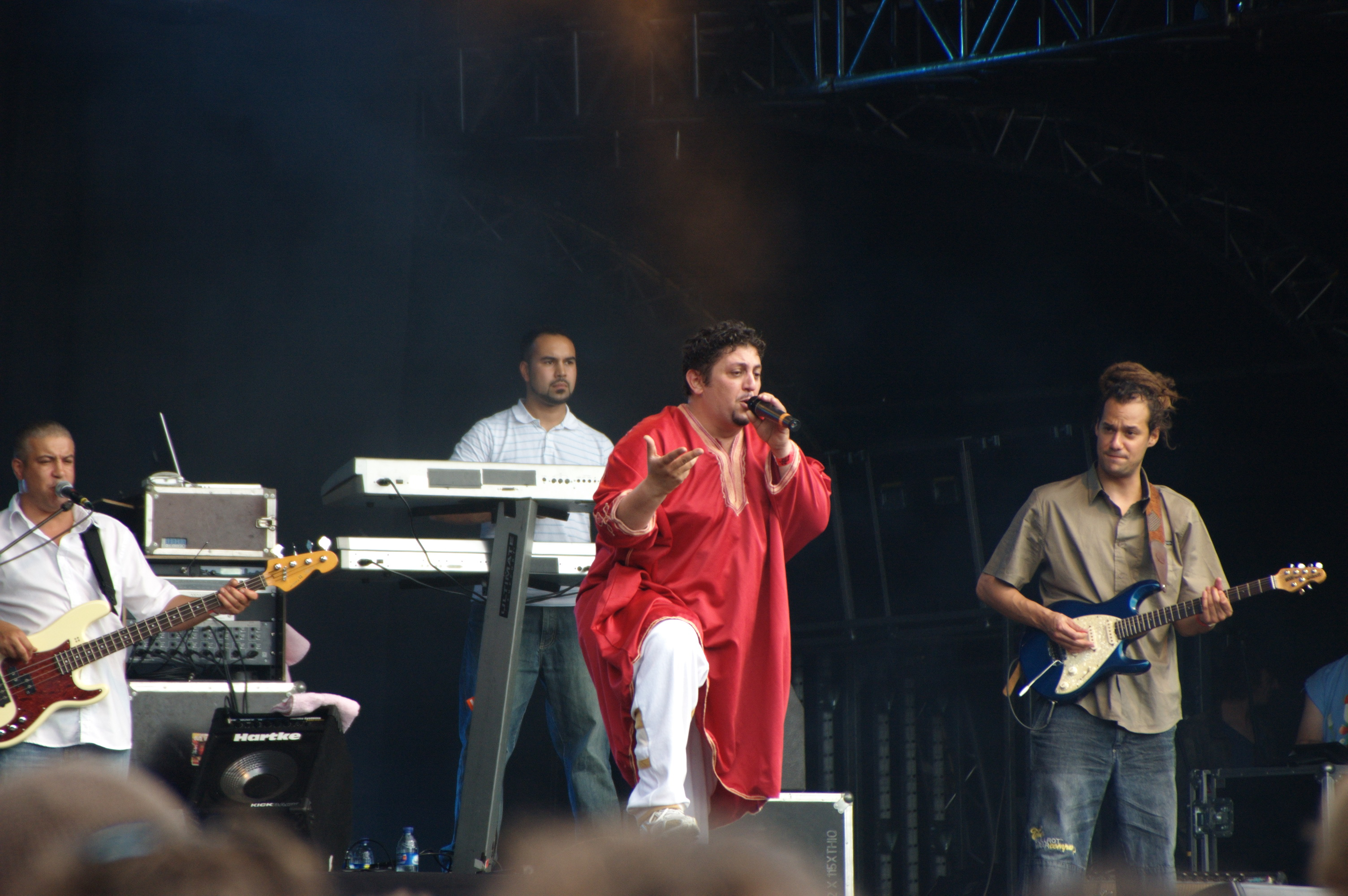
Dub Incorporation в Королевском Дворце в Брюсселе на празднике музыки

Впервые музыканты Dub Incorporation — парни города Сент-Этьен — собрались вместе в 1997 году. Все они выросли под влиянием разных музыкальных культур, и их вкусы очень отличались. Вскоре после начала репетиций они записали два макси-сингла. Первый — Dub Incorporation 1.1 — вышел в ноябре 1999 г. и состоял из нескольких дабовых композиций и ранних версий песен Rude Boy и L'échiquier (позднее они вошли в альбом Diversité). Второй сингл Version 1.2 был выпущен в июне 2001 г. и стал более успешным. Аранжировки звучали профессиональнее, техника игры виртуознее, а рагга — намного ярче. Сингл окончательно определил оригинальную стилистику группы и сделал её популярной в своём регионе.
Широкое признание Dub Incorporation пришло после выхода их первой долгоиграющей пластинки Diversité в сентябре 2003 года. Альбом разошёлся по местным независимым радиостанциям, продавался по всей стране, концерты группы собирали полные залы. Особой популярностью пользовались песни Life, в которой звучал голос певца Тикен Джа Факоли (Tiken Jah Fakoly) из Кот-д’Ивуар, и Rude boy, которую поклонники оценили ещё до выхода альбома. В 2004 году Dub Incorporation была награждена премией FAIR и сразу после этого получила предложение от букинг-агентства A Gauche de la Lune.
Второй альбом группы Dans le Décor вышел в августе 2005 года на дружественном звукозаписывающем лейбле MCB Studio. Для работы над ним группа пригласила ямайского звукооператора Сэмюэля Клейтона Младшего (Samuel Clayton Junior), а также сына Ли «Скретч» Перри Омара Перри (Omar Perry), Дэвида Хиндса (David Hinds) из группы Steel Pulse и рагга-тостера из Гвинеи Лириксона (Lyricson). Пластинка успешно продавалась не только во Франции, но и за её пределами. Dub Incorporation активно гастролировали и заслужили популярность в Германии, Греции, Италии, Испании, Португалии, Марокко. В октябре 2006 года в продаже появился DVD сборник концертов группы, записанных во время летних фестивалей.
После длительных гастролей, общения с различными музыкантами и продюсерами, группа решила экспериментировать и привнести в музыку новые элементы. 6 мая 2008 года, после шести месяцев работы на MCB Studio, Dub Incorporation выпустили новый альбом Afrikya, звучание которого скорее соответствует стилю world music, нежели классическому регги и даб. Сейчас Dub Incorporation ведёт активную концертную деятельность.

## Истоки и влияния

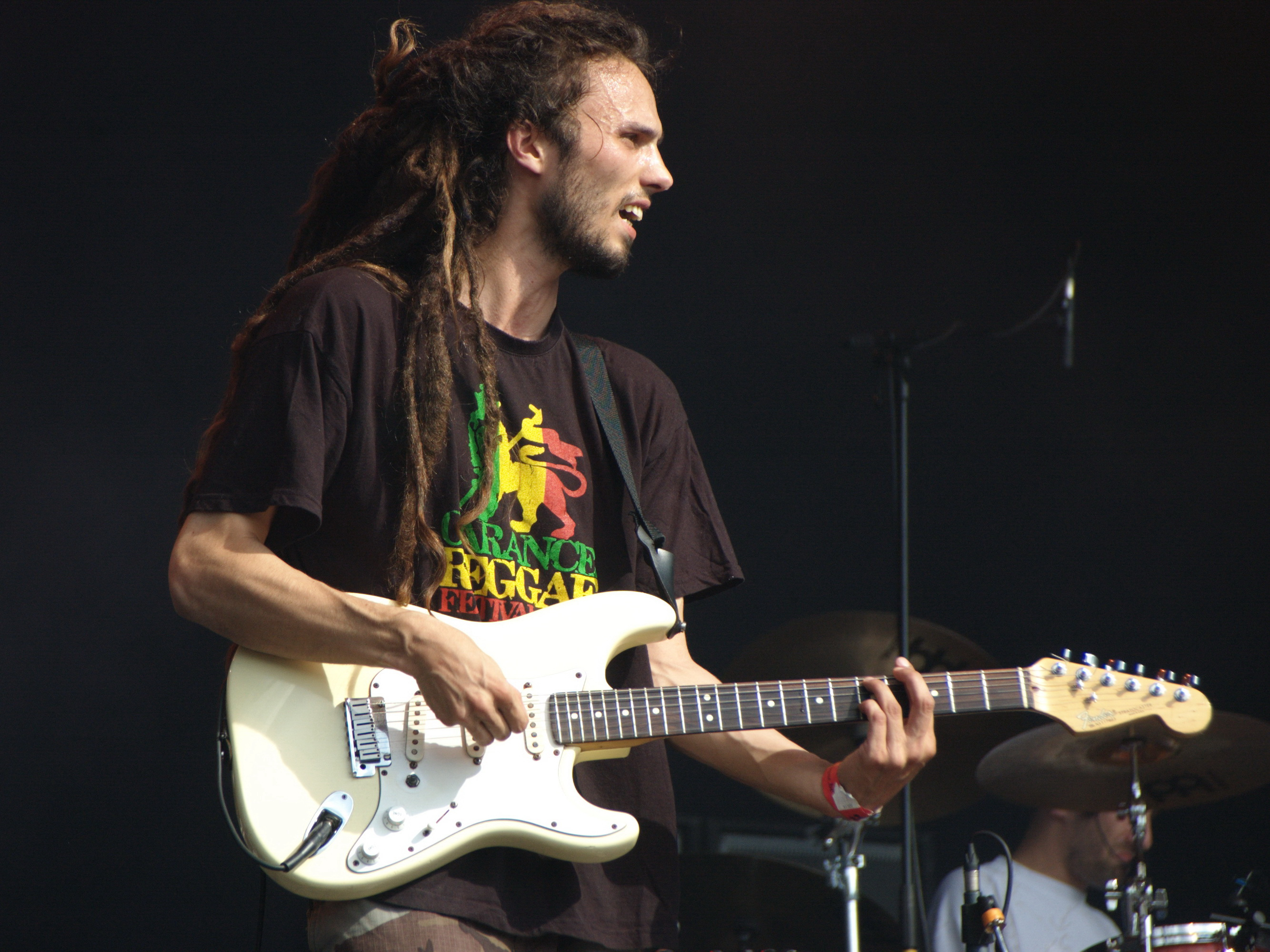
Гитарист Dub Incorporation

Творчество Dub Incorporation уходит корнями в dub и reggae. Их звучанию свойственны реверберация и эхо, традиционные для даба, а ритм партии зачастую напоминают классические ямайские риддимы (riddim) 70-х. Даб они гармонично сочетают с раггамаффин и, на первый взгляд, очень далёкими традициями североафриканской арабской музыки.

## Концертная деятельность
Dub Incorporation известны во Франции и других европейских странах в первую очередь благодаря концертам. Группа характерна своим плотным звучанием, виртуозной игрой на инструментах и драйвовыми рагга-импровизациями. Поклонники любят музыкантов за их простоту, активное общение с аудиторией и позитивные тексты о добре и мире, которые, несмотря на популярность тематики в этом жанре, не сводятся к набору клише. Группа играет как в маленьких клубах, так и в больших залах, участвуют в крупнейших фестивалях (Solidays, Printemps de Bourges), выступает в разных регионах Франции, Португалии, Швейцарии, Бельгии, Германии, Испании, Греции, а также в африканских странах.
В 2008 году Dub Incorporation дали около 80 концертов в различных городах Европы.
13 июня 2013 года группа впервые выступила в Москве в клубе Известия-Холл.

## Музыканты
- Хаким «Бушкур» Меридья (Hakim «Bouchkour» Meridja) — вокал, перкуссия,
- Орельен «Комлан» Зуху (Aurélien «Komlan» Zohou) — вокал, перкуссия,
- Фредерик Пейрон (Frédéric Peyron) — синтезатор,
- Мориц фон Корф (Moritz Von Korff) — бас-гитара,
- Жереми Грегуа (Jérémie Gregeois) — гитара,
- Грегори «Зиго» Мавридоракис (Grégory «Zigo» Mavridorakis) — барабаны,
- Идир Дердиш (Idir Derdiche) — синтезатор.

## Дискография

### Студийные альбомы
- 2003 - Diversité (англ.) на сайте MusicBrainz
- 2005 - Dans le décor (англ.) на сайте MusicBrainz
- 2008 - Afrikya (англ.) на сайте MusicBrainz
- 2010 - Hors contrôle (англ.) на сайте MusicBrainz
- 2013 - Paradise
- 2016 - So what
- 2019 - Millions
- 2022 - Futur

### Мини-альбомы
- 1999 - Dub Incorporation 1.1 (англ.) на сайте MusicBrainz
- 2001 - Version 1.2 (англ.) на сайте MusicBrainz

### Концертные альбомы
- 2006 - Live (англ.) на сайте MusicBrainz

### Концерты
- 2006: Dub Inc live (DVD)

## Полезные ссылки
- Официальный сайт Архивная копия от 29 декабря 2019 на Wayback Machine
- Страница группы на Myspace